# Alan Ruschel
Alan Luciano Ruschel (Nova Hartz, 23 agosto 1989) è un calciatore brasiliano, difensore della Juventude.

## Carriera
Di origini italiane, è uno dei sei sopravvissuti all'incidente aereo che ha colpito la Chapecoense il 29 novembre 2016, mentre la squadra si stava recando a Medellín (Colombia) per giocare la finale di Copa Sudamericana. In seguito all'incidente Ruschel segue una fase riabilitativa per diversi mesi.
Il 14 settembre 2017 torna a disputare una partita ufficiale giocando l'andata degli ottavi di finale di Coppa Sudamericana contro il Flamengo terminata con un pareggio a reti bianche. Viene sostituito al 73º minuto da Luiz Antônio.
Il 22 agosto 2019, viene prestato al Goiás.
Il 31 dicembre del 2019 fa ritorno alla Chapecoense dove disputa gran parte delle partite stagionali, spesso entrando dalla panchina.

### Cruzerio e América M-G
Il 26 Febbraio 2021 viene ceduto a titolo gratuito al Cruzeiro, dove colleziona solo 5 presenze prima di essere ceduto in prestito all’ América-MG fino al 31 Dicembre 2021.

## Palmarès

### Competizioni statali
- Campionato Gaúcho: 2

Internacional: 2014, 2015
- Campionato Catarinense: 3

Chapecoense: 2016, 2017, 2020

### Competizioni internazionali
- Coppa Sudamericana: 1

Chapecoense: 2016

### Competizioni nazionali
- Campeonato Brasileiro Série B: 1

Chapecoense: 2020